# 七イマーム派
七イマーム派（アラビア語: سبعية, ラテン文字転写: sabʿiyya, 英語: Sevener）は、7人のイマームの存在を認めるイスラーム教シーア派のセクトを指す言葉である。ただし、「十二イマーム派」（ithnā ʿashariyya, twelver）という言葉とは異なり、同時代史料にみられる用語ではない。近代以後の学者により「十二イマーム派」という言葉のなりたちに倣って造語されたもののようである。
「七イマーム派」は、イスマーイール派の別名として使用される。しかしながら、現代も存続しているイスマーイール派（南アジアなどにダーウーディー・ボホラ、ホージャといった集団がある）はイマームを7人に限定しない。ファーティマ朝イマームなど歴史上のイスマーイール派イマームも7人より多い。イスマーイール派の別名として「七イマーム派」なる用語を使用するのは不適切である。
シーア派セクトの研究家ハルムによると、イスマーイール派の長い歴史のなかの、非常に早い段階の一時期に限定するならば、同派を「七イマーム派」と呼ぶことが可能であるという。ジャアファル・サーディクが亡くなったとき、その信奉者のコミュニティはその死を信じない者、その息子たちの誰かにイマーマが受け継がれたと考える者などに分裂した。そのうちの一派、父親より先に亡くなったイスマーイールのイマーム職への指名が有効であると考えた派がイスマーイール派（の源流）である。同派は、ハサン・ビン・アリー・ビン・アビー・ターリブから始まり、ムハンマド・ビン・イスマーイール・ビン・ジャアファル・サーディクで終わる7人のイマームの継承ラインこそが正統であり、ムハンマドがマフディーとして帰還することを信じるようになった。
このような政治的主張、宗教的信条の一体性は、899年にサラミーヤの教宣組織の指導者ウバイドゥッラーが、自らがマフディーでありイマームであることを主張したことにより、損なわれる。彼の主張を拒絶して従来の教義を墨守した信者集団の一部は、カルマト派として分派した。その一方で、主張を受け容れた者たちは彼の子孫たちをさらに新たなイマームとして奉じていくことになり、イマーム職の継承ラインは7番目のイマームを超えてさらに続いていった。
前出のハルムは、「七イマーム派」という用語は、不正確であり不自然であるので、一切使用するべきではないとしている。